# جيولوجيا كوكب سيريس

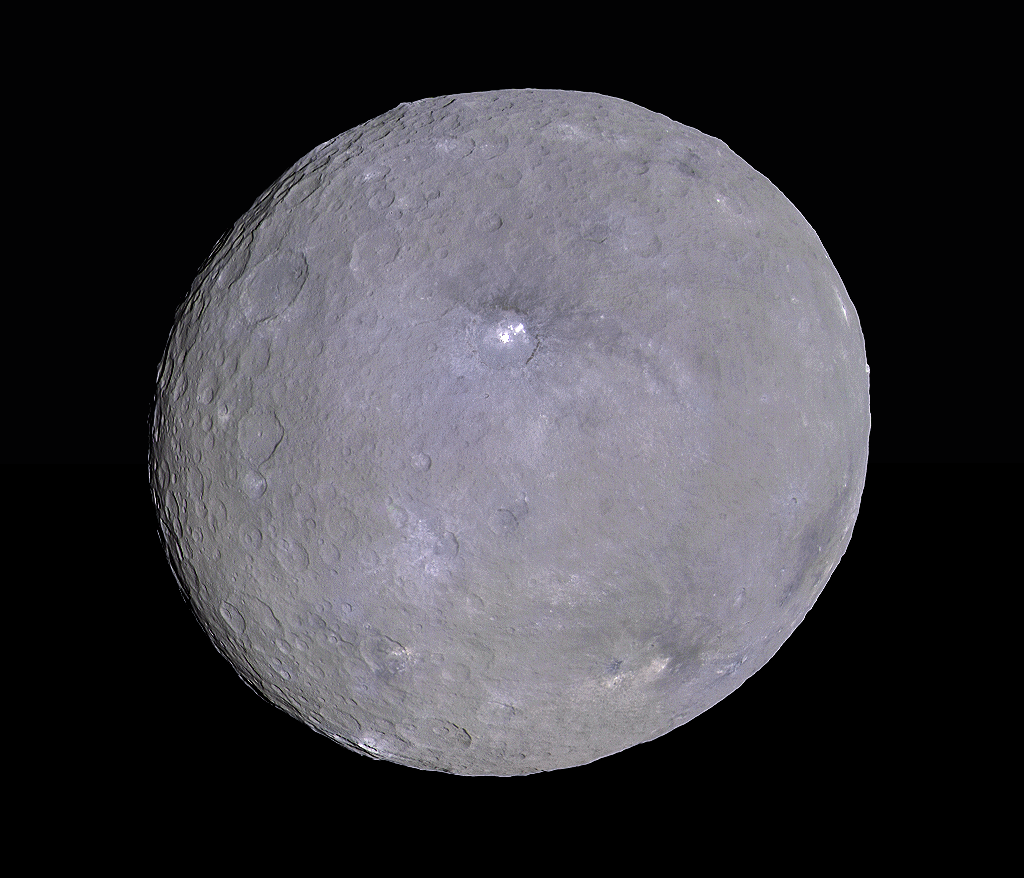
منظر المركبة الفضائية وقت الفجر لأوكاتوركريتر على سيريس باللون الحقيقي التقريبي، تم التقاط هذه الصورة في 4 مايو 2015(1).

تتكون جيولوجيا سيريس من خصائص السطح والقشرة والجزء الداخلي للكوكب القرم سيريس. الصورة لسطح سيريس يماثل أسطح قمر زحل ريا وثينيس وقمر أورانوس أومبريل وأبيرون.
يشبه طيف سيريس طيف الكويكبات من النوع c) (1) ومع ذلك، نظرا لأنه يحتوي شي يميزه بميزات طيفية للكربونات والمعادن الطينية، والتي غالبا ماتكون غائبة في أطياف الكويكبات الأخرى من النوع c، يصنف كوكب سيريس بعض الأحيان على أنه على شكل كويكب من النوع G.
أما بالنسبة للسطح، يحتوي سطح سيريس على بياض 0.09، وهو مظلم جدا مقارنة بالأقمار في النظام الشمسي الخارجي. والسبب في ذلك يعود إلى ارتفاع درجة الحرارة القصوى مع الشمس من خلال بيان في القياسات لتكون 235 ك (-38ׂׂׂׂׂׂׂ درجة م: -37 درجة ف) وفي التاريخ من الخامس من أيار/مايو 1991. (1) في الفراغ، يكون الجليد غير مستقر عند درجة الحرارة هذه، يمكن أن نفس المواد التي خلفها تسامي على الجليد السطحي للسطح المظلم لسيريس مقارنة بالأقمار الجليدية للنظام الشمسي الخارجي.

## بناء أو الهيكل الداخلي

رسم تخطيطي يوضح الهيكل الداخلي المحتمل لسيريس

سيريس في تفلطح يتسق مع هيئة متباينة، نواة صخرية تعلوها مع الجليدية عباءة.[بحاجة لمصدر]

هذا الوشاح الذي يبلغ سمكه 100 كيلومتر (23٪ -28٪ من سيريس بالكتلة؛ 50٪ بالحجم) [بحاجة لمصدر] يحتوي على ما يصل إلى 200 مليون كيلومتر مكعب من المياه، وهو ما سيكون أكثر من كمية المياه العذبة على الأرض.[بحاجة لمصدر] أيضًا، تشير بعض خصائص سطحه وتاريخه (مثل بعده عن الشمس، والذي أضعف الإشعاع الشمسي بدرجة كافية للسماح بدمج بعض مكونات نقطة التجمد المنخفضة نسبيًا أثناء تكوينه)، إلى وجود المواد المتطايرة في المناطق الداخلية لسيريس.
تم اقتراح أن طبقة متبقية من الماء السائل (أو المحيط الموحل) ربما نجت حتى الوقت الحاضر تحت طبقة من الجليد. [بحاجة لمصدر] تؤكد القياسات التي اتخذتها Dawn أن سيريس متمايزة جزئيًا ولها شكل في التوازن الهيدروستاتيكي، وهو أصغر جسم توازن معروف.

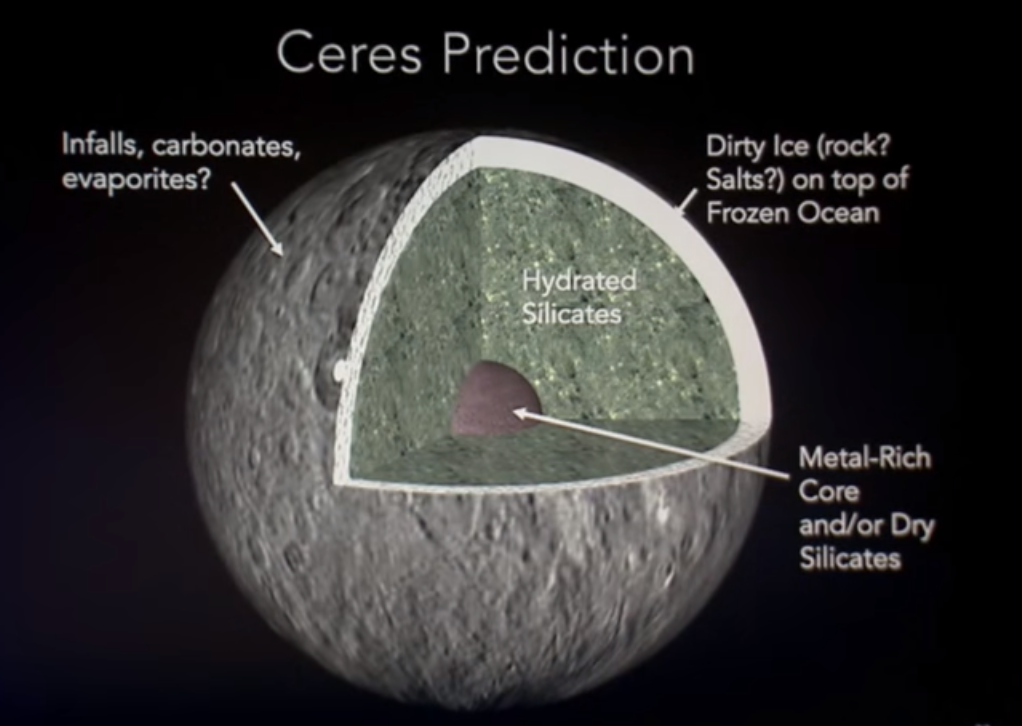
الهيكل الداخلي لسيريس.

## اتجاه
سيريس لديه ميل محوري يبلغ حوالي 4 درجات،  جزء صغير من قطبه لا يمكن ملاحظته حاليًا من قبل Dawn . يدور سيريس مرة كل 9 ساعات و 4 دقائق في اتجاه الغرب إلى الشرق.

## الحفر
تظهر الفوهات مجموعة واسعة من المظاهر، ليس فقط من حيث الحجم ولكن أيضًا في مدى حدة وحداثة أو مدى نعومتها وكبرها. يوجد في عدد كبير من الفوهات الخزفية حفر مركزية والعديد منها لها قمم مركزية. تشبه القمة المركزية لقطة سريعة، تحافظ على لحظة عنيفة في تشكيل الحفرة. من خلال ربط وجود أو عدم وجود قمم مركزية بأحجام الحفر، يمكن للعلماء استنتاج خصائص قشرة سيريس، مثل مدى قوتها. بدلاً من وجود قمة في المركز، تحتوي بعض الحفر على حفر كبيرة، ومنخفضات قد تكون نتيجة تسرب الغازات بعد الاصطدام.
يحتوي سطح سيريس على عدد كبير من الحفر ذات التضاريس المنخفضة، مما يشير إلى أنها تقع فوق سطح ناعم نسبيًا، ربما من جليد مائي. فوهة كيروان منخفضة للغاية، ويبلغ قطرها 283.88 كيلومترًا، وتذكرنا بالحفر الكبيرة المسطحة في تيثيس وإيابيتوس. وهي ضحلة بشكل واضح بالنسبة لحجمها، وتفتقر إلى قمة مركزية، والتي ربما تكون قد دمرت بفعل حفرة بعرض 15 كيلومترًا في المركز. من المحتمل أن تكون الحفرة قديمة بالنسبة لبقية سطح سيريس، لأنها متداخلة مع كل المعالم الأخرى في المنطقة تقريبًا.

## فاكولا
تم اكتشاف العديد من السمات الساطعة للسطح على الكوكب القزم سيريس بواسطة مركبة داون في عام 2015. يقع ألمع بقعة في وسط فوهة أوكاتور، وتسمى «النقطة المضيئة 5». تم اكتشاف 130 منطقة مضيئة في سيريس، والتي يُعتقد أنها من الملح أو الطين الغني بالأمونيا.
نص العلماء على أن تلك البقة المضيئة الموجودة على كوكب سيريس يمكن أن تكون مرتبطة بنوع الأفاد العلماء أن البقع المضيئة على سيريس قد تكون مرتبطة بنوع من الملح بتاريخ 9 من ديسمبر 2015، لا سيما شكل من محلول ملحي يحتوي على سلفات المغنيسيوم هيكساهيدرت
6h2O . MgSo4 ديسمبر 2015، إضافة إلى ذلك فقد وجد أن البقع مرتبطة بالطين الغني بالأمونيا.

## وديان

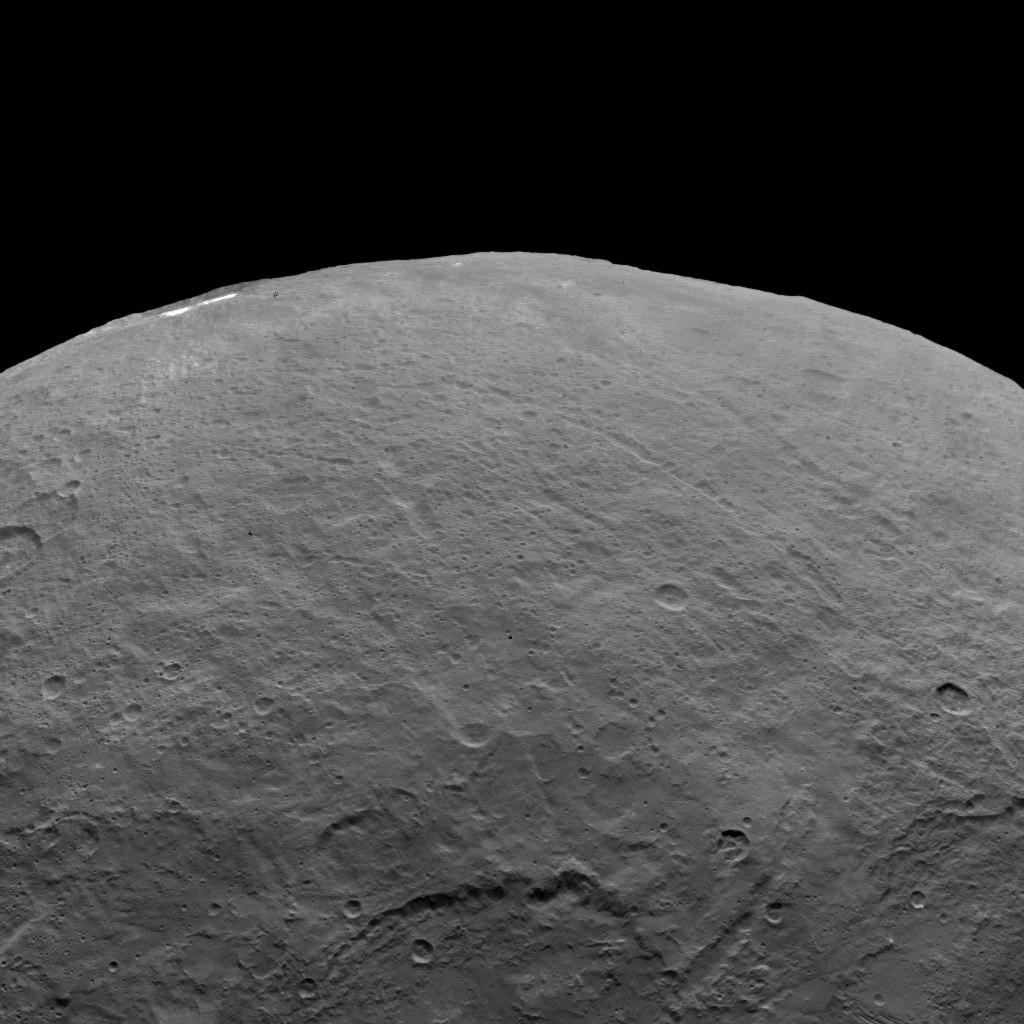
هناك العديد من الأخاديد الطويلة تظهر في هذا الرأي. الحفرة الكبيرة التي تمتد من أسفل الصورة في وسط الصورة أعلاه. لاحظ اضافة إلى ذلك وجود النقاط المضيئة التي تظهر فقط على الطرف العلوي الأيسر الصورة الأولى أعلاه تظهر لهم من فوق.

تم العثور على العديد من الأخاديد الطويلة أو المستقيمة أو المنحنية بلطف بواسطة Dawn. لا يزال يتعين على الجيولوجيين تحديد كيفية تشكلها، ومن المحتمل أن تكون هناك عدة آليات مختلفة مسؤولة. قد يتضح أن بعض هذه العوامل ناتجة عن تقلص قشرة سيريس حيث تشع الحرارة والطاقة الأخرى المتراكمة عند التكوين تدريجياً في الفضاء. عندما يبرد العملاق ببطء، يمكن للضغوط أن تكسر الأرض الصخرية الجليدية. قد يكون البعض الآخر قد تم إنتاجه كجزء من الدمار عندما تحطمت صخرة فضائية، مما أدى إلى تمزيق التضاريس.

## مونتيس

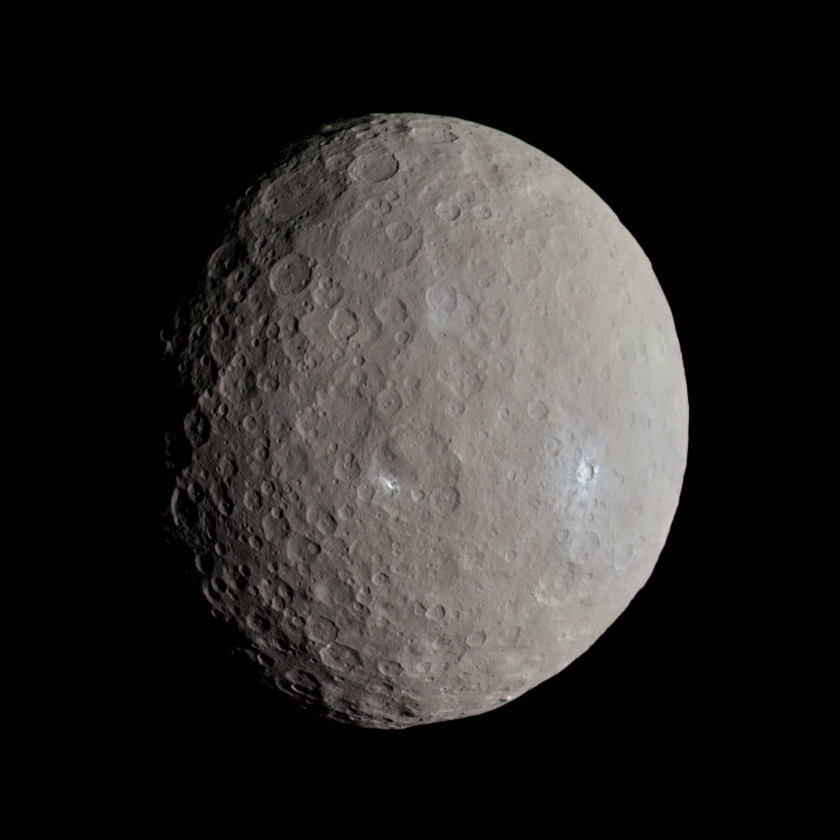
صورة ملونة حقيقية لسيريس

مونس هو اسم بركان وأشهر مونس على كوكب سيريس أهونا مونس [13] [14] يبلغ ارتفاعه حوالي 6 كلومترات وعرضه15 كيلومترات وعرض القاعدة 15 كيلومترات. تم اكتشافه في الصور التي التقطتها مركبة Dawn الفضائية في مدار حول سيريس وكان عام 2015.
تمتد الخطوط اللامعة من أعلى إلى أسفل على منحدراته؛ يُعتقد أن هذه الخطوط عبارة عن ملح، على غرار بقع Cererian المضيئة المعروفة. يشير العدد المنخفض للحفرة في Ahuna mons إلى أن البركان الجليدي لا يمكن أن يزيد عمره عن 200 مليون سنة،  وبالفعل تتوافق نماذج استرخاء الجليد البلاستيكي عند خط عرض Ahuna Mons مع هذا العمر.
أما بالنسبة لعدد مونتي في كوكب سيريس فيوجد به 22 مونتي محددة. وبمرو فترة طويل فقد خففت معظمها، ولم يتم التعرف عليها إلا بعد نمذجة الأشكال التي يتوقع أنها من البراكين الباردة القديمة. لقد تم حساب أن سيريس يبلغ متوسط بركان واحد من هذا النوع كل 50مليون سنة.(14) بمسمى يامور مونس (المسمى سابقا بيالسو مونس، بالقرب من القطب الشمالي، ويبلغ قطرها 16 كم (17) وهي السيرية الوحيدة والتي كانت هي الأخرى التي لها شكل أهونا مونس، على الرغم من كونها قديمة ومضنية، إلا أن درجات الحرارة الباردة في ذلك القطب فهي فد حافظت على شكلها. (14)يقع ليبراليا بالقرب من خط الاستواء ويبلغ قطره 90كم. (18)

## المعرض

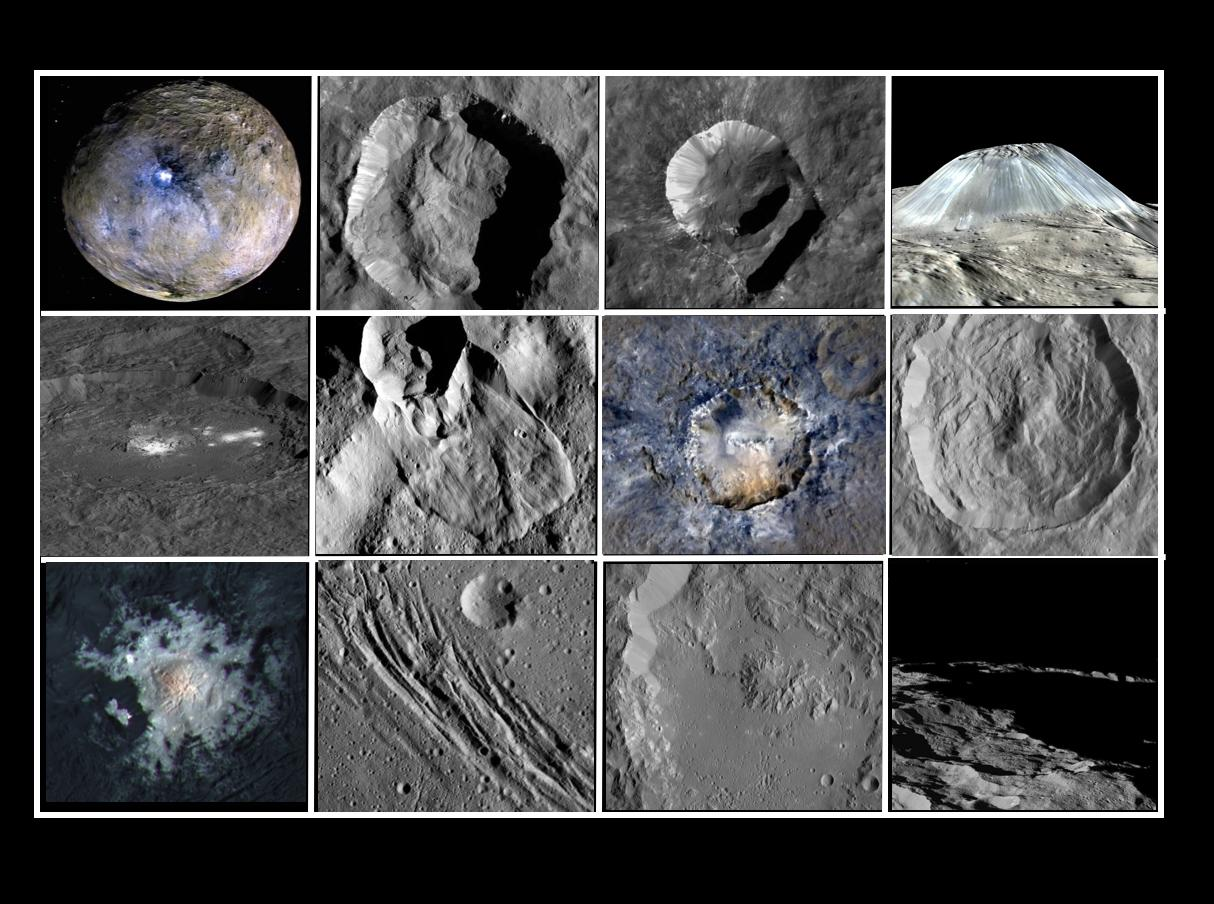
هنا تجد المعالم الجيوليوجة الموجودة على كوكب سيريس